# Zeta Coronae Australis
Zeta Coronae Australis (ζ Coronae Australis, förkortat Zeta CrA, ζ  CrA) som är stjärnans Bayerbeteckning, är en ensam stjärna belägen i den mellersta delen av stjärnbilden Södra kronan. Den har en kombinerad skenbar magnitud på 4,75 och är svagt synlig för blotta ögat där ljusföroreningar ej förekommer. Baserat på parallaxmätning inom Hipparcosuppdraget på ca 16,9 mas, beräknas den befinna sig på ett avstånd på ca 193 ljusår (ca 59 parsek) från solen. På det beräknade avståndet minskas den skenbara magnituden med 0,15 enheter på grund av mellanliggande interstellärt stoft.

## Egenskaper
Zeta Coronae Australis är en blå till vit stjärna i huvudserien av spektralklass B9.5 Vann där suffixet 'nn' anger att det finns breda absorptionslinjer i dess spektrum knutna till dess rotationsperiod. Den har massa som är ca 2,9 gånger större än solens massa, en radie som är ca 2,1 gånger större än solens och utsänder från dess fotosfär ca 51 gånger mera energi än solen vid en effektiv temperatur av ca 12 000 K. 
Zeta Coronae Australis har ett överskott av infraröd strålning med en våglängd på 60 μm, vilket tyder på att det finns en omgivande stoftskiva med en temperatur på 120 K kretsande på ett avstånd på ca 34 AE från värdstjärnan.